# Spillmanns tapaculo
De Spillmanns tapaculo (Scytalopus spillmanni) is een zangvogel uit de familie Rhinocryptidae (tapaculo's). Deze vogel is genoemd naar zijn ontdekker, de Oostenrijkse zoöloog Franz Spillmann (1901-1988).

## Verspreiding en leefgebied
Deze soort komt voor in Colombia en Ecuador.

## Status
De grootte van de populatie is niet gekwantificeerd maar de soort wordt omschreven als vrij algemeen. Op de Rode lijst van de IUCN heeft deze soort de status niet bedreigd.